# Malăk Izvor, Loveci
Malăk Izvor (în bulgară Малък Извор) este un sat în comuna Iablanița, regiunea Loveci,  Bulgaria. 

## Demografie
Componența etnică a satului Malăk Izvor
     Bulgari (97,44%)
     Nicio identificare (1,27%)
     Altele (1,27%)
La recensământul din 2011, populația satului Malăk Izvor era de 235 locuitori. Din punct de vedere etnic, majoritatea locuitorilor (97,44%) erau bulgari. Pentru 1,27% din locuitori nu este cunoscută apartenența etnică.